# Der Kaiser von Atlantis
Der Kaiser von Atlantis, oder Die Tod-Verweigerung (L'emperador de l'Atlàntida, o el refús de la Mort) és una òpera en un acte de Viktor Ullmann sobre un llibret alemany de Peter Kien. Tant Ullmann com Kien eren presoners del camp de concentració nazi de Theresienstadt, on van crear aquesta òpera al voltant de l'any 1943. Tot i que l'òpera va ser assajada a Theresienstadt el març de 1944, mai no hi va ser representada, atès que les autoritats nazis van veure en la figura de l'emperador un retrat satíric d'Adolf Hitler i van censurar-la. Tant el compositor com el llibretista van morir al camp de concentració d'Auschwitz. L'òpera no es va estrenar fins al 16 de desembre de 1975 al Bellevue Centre d'Amsterdam, interpretada per De Nederlandse Opera sobre una edició de Kerry Woodward, també director musical de la representació.
Està orquestrada per a conjunt de cambra i empra instruments poc habituals per a una orquestra operística, com ara el banjo, l'harmònium, el saxòfon contralt i el clavecí. Ullmann va usar el famós coral luterà Ein' feste Burg ist unser Gott com a motiu melòdic, així com un tema de la Simfonia Asrael de Josef Suk.

## Sinopsi
L'òpera s'estructura en un pròleg i tres escenes.
Pròleg: L'altaveu introdueix l'òpera i indica que hi actuarà com a comentarista de la història.
Escena 1: Arlequí (que representa la Vida) i la Mort reflexionen sobre el fet que ambdós han perdut significat en el món modern. Des del mític imperi de l'Atlàntida, l'emperador Overall ha dictat ordres per a una guerra perpètua. La soldat tabaletera intenta reclutar la Mort perquè treballe per a l'exèrcit de l'emperador Overall. Però la Mort es troba tan ofesa per la grotesca conducta de l'emperador que rebutja l'oferta i trenca la seua dalla.
Escena 2: L'emperador Overall està donant les ordres de la batalla per telèfon des del seu palau. Llavors s'adona dels estranys esdeveniments que ocorren a l'exterior, on molta gent està greument ferida, però ningú no pot morir.
Escena 3: Un soldat i Bubikopf, una noia pertanyent al bàndol enemic, es troben. No obstant això, no poden matar-se mútuament, i s'enamoren. La tabaletera intenta endur-se al soldat al front i allunyar-lo de la noia, però el soldat hi refusa.
Escena 4: L'emperador continua embrancat en els seus càlculs militars. La Mort el visita, i aquest li diu que la gent ha deixat de morir-se. Al seu torn, la Mort replica que ella no és la causa de les misèries humanes, sinó el refugi final per als homes. Overall li demana que assumisca de nou els seus deures. La Mort hi accepta, però sempre que l'emperador siga el primer a morir. Inicialment, Overall hi refusa, i la Mort l'amenaça amb no reprendre el seu treball. Finalment, l'emperador hi accepta, si aquesta és l'única esperança per a la humanitat, i canta el seu darrer comiat. L'òpera conclou amb un quartet, i el missatge final:
"Du sollst den großen Namen Tod nicht eitel beschwören."

("No prendreu el gran nom de la Mort en va".)

## Literatura
- Herbert Gantschacher Viktor Ullmann - Zeuge und Opfer der Apokalypse / Witness and Victim of the Apocalypse / Testimone e vittima dell'Apocalisse / Svědek a oběť apokalypsy / Prič in žrtev apokalipse. ARBOS-Edition, Arnoldstein- Klagenfurt - Salzburg - Vienna - Prora - Prague 2015, ISBN 978-3-9503173-3-6
- The Emperor of Atlantis or The Disobedience of Death Anti-war opera by Viktor Ullmann (Music and libretto), original text published in the German Original including the Translation into English by Herbert Gantschacher, with Texts written by Karel Berman, Paul Kling, Herbert Thomas Mandl,  Dževad Karahasan, Herbert Gantschacher, Peter Kaiser, Reinhart Rohr and Herwig Seiser, edited by Herbert Gantschacher, ARBOS-Edition, ISBN 978-3-9519833-2-5, Vienna-Salzburg-Klagenfurt 2023.

## Enregistraments
- Decca 440 854-2: Iris Vermillion, Michael Kraus, Herbert Lippert, Christiane Oelze, Walter Berry, Martin Petzold, Franz Mazura; Orquestra del Gewandhaus de Leipzig; Lothar Zagrosek, director[3] (empra una orquestració ampliada)
- Studio Matouš 0022-2 631: Stephen Swanson, Rupert Bergmann, Johannes Strasser, Stefani Kahl, Krassimir Tassev, Ingrid Niedermayr; ARBOS - Gesellschaft für Musik und Theater / Ensemble Kreativ, Herbert Gantschacher (Direcció artística), Alexander Drčar (Conductor) amb l'orquestració original.